# 末吉駅
末吉駅（すえよしえき）は、かつて鹿児島県曽於郡末吉町（現・曽於市）にあった日本国有鉄道（国鉄）志布志線の駅である。志布志線廃止に伴い1987年（昭和62年）3月28日に廃駅となった。

## 歴史
- 1923年（大正12年）1月14日：開業[1]。
- 1949年（昭和24年）6月4日：昭和天皇の戦後巡幸があり、安楽駅発 - 末吉駅着、末吉駅発 - 都城駅着のお召し列車が運行[2]。
- 1952年（昭和27年）3月25日：鉄筋コンクリート造の駅舎に改築[3]。
- 1971年（昭和46年）2月1日：貨物営業廃止[1]。
- 1984年（昭和59年）2月1日：荷物扱い廃止[1]。
- 1987年（昭和62年）3月28日：志布志線廃止に伴い廃駅となる[1]。

## 駅構造
- 旧末吉町の中心駅であった。
- 相対式ホーム2面2線に側線1本を持つ交換可能駅であった。
- 委託駅であった。
- 木造駅舎があった。

## 駅跡地周辺

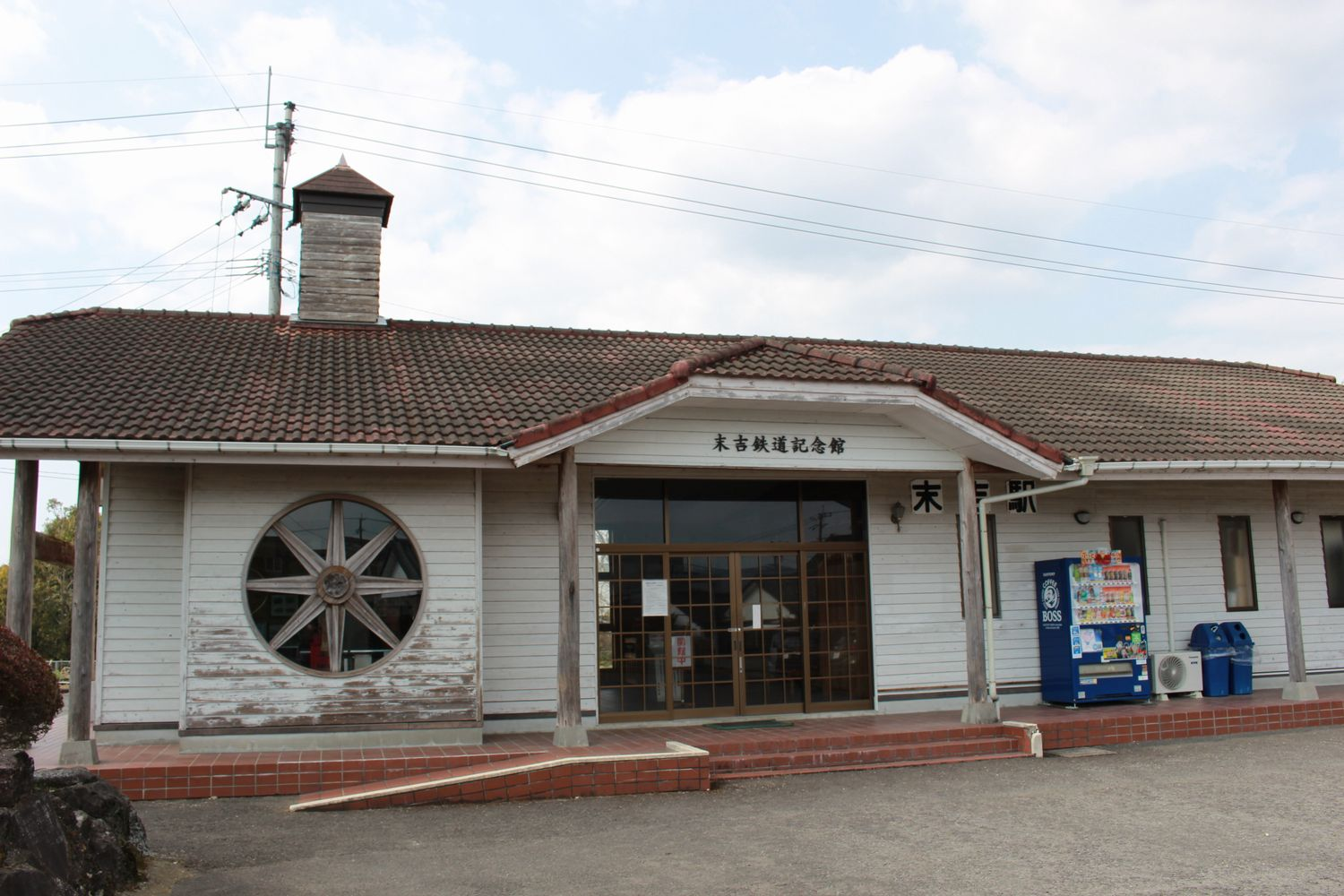
駅跡地に設けられた末吉鉄道記念館（2022年3月）

旧駅の敷地内には「末吉鉄道記念館」が建てられ、駅名標やレール、動輪、転轍機の操作てこなどが残されている。ただしレールは90度方向が変えられている。
- 曽於市役所（旧・末吉町役場）
- 末吉郵便局
- 鹿児島交通・曽於市思いやりバス「末吉駅跡」停留所
  - かつてはJR九州バス（末吉駅 - 高岡口 - 都城駅間）が乗り入れしていた。

## 隣の駅
日本国有鉄道
志布志線
今町駅 - 末吉駅 - 岩北駅